# Bundesautobahn 12
Bundesautobahn 12 (kort BAB 12, A12 of 12) is een autosnelweg in de Duitse deelstaat Brandenburg die de Berliner Ring (A10) met de Poolse grens bij Frankfurt (Oder) verbindt en is 58 kilometer lang.
Over de gehele lengte volgt de E30 de A12.
Het huidige nummeringssysteem werd op 1 januari 1975 in West-Duitsland ingevoerd. Daarvoor werd het nummer A12 al voor de in Oost-Duitsland gelegen snelweg gereserveerd.

## Algemeen

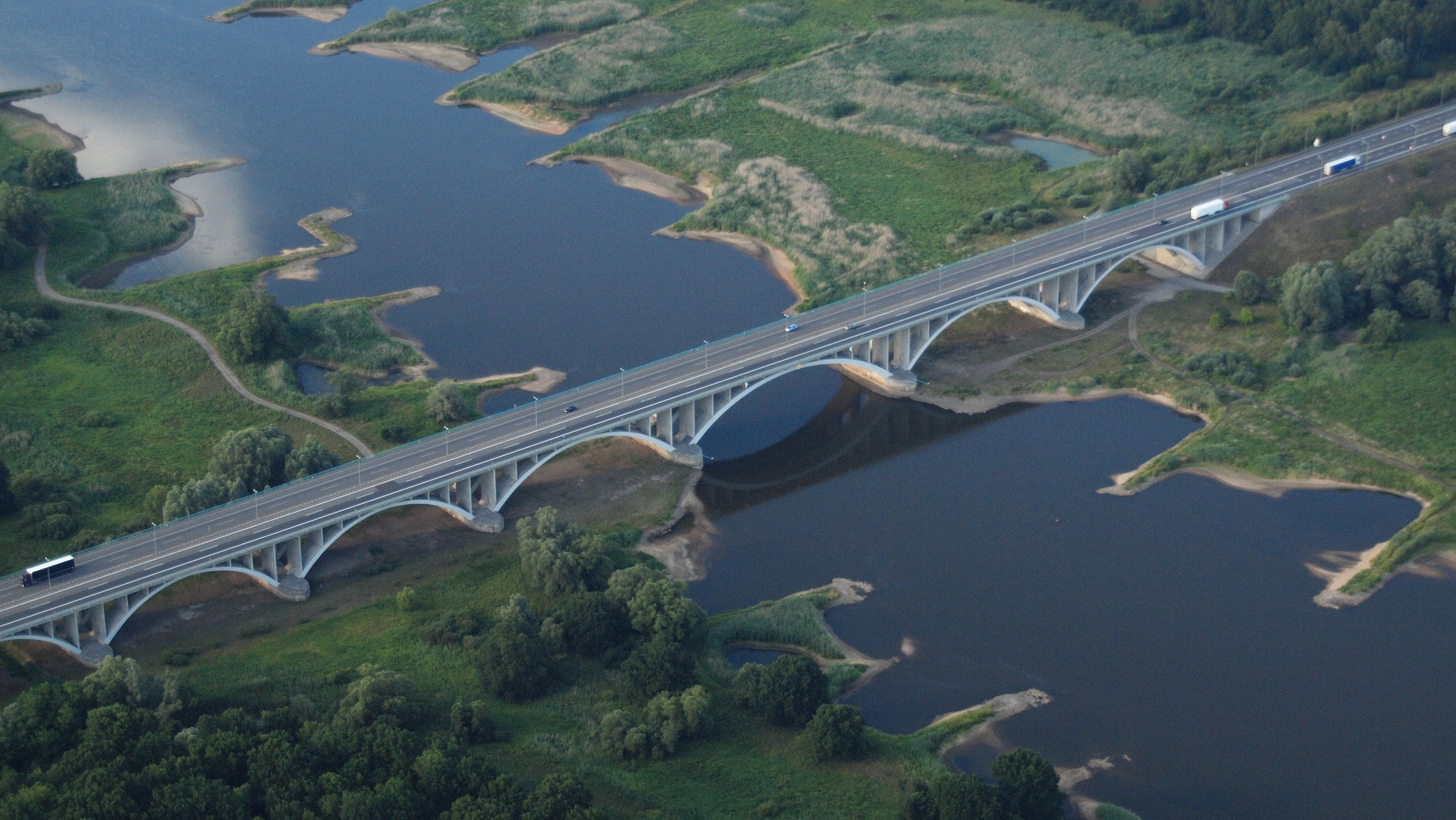
Oderbrücke tussen Duitsland en Polen. (2015)

De A12 begint bij Dreieck Spreeau aan de Berlijnse Ring (A10) bij Königs Wusterhausen. De snelweg verloopt nagenoeg volledig in oostelijke richting. De A12 gaat bijna compleet door een bosrijk en dunbevolkt gebied. De eerste van de twee grote plaatsen langs de A12, Fürstenwalde/Spree, wordt ten zuiden gepasseerd. Kort na Fürstenwalde wordt de Spree gekruist. Ook de tweede grote plaats, Frankfurt (Oder), gaat de snelweg langs de zuidkant van de stad. Direct na Frankfurt wordt met het kruisen van de Oder ook de grens met Polen gepasseerd. De gehele A12 heeft 2x2 rijstroken en (zeer) smalle vluchtstroken.
Het eerste gedeelte van de weg in Polen is nog geen snelweg en onderdeel van de DK2, officieel begint de A2 pas na ongeveer 4 kilometer.
Het trajectdeel tussen Berlijn en Frankfurt werd in 1937 geopend. Het gedeelte tot aan de Poolse grens werd als tweestrooksweg in 1957 geopend. In 1992 werd ook het gedeelte tot aan de grens tot vierstrooksweg omgebouwd. De grens wordt gepasseerd met de Oderbrug over de gelijknamige rivier. De snelweg verloopt over de gehele lengte in deelstaat Brandenburg.
Vanaf de grens loopt de weg in Polen als autostrada A2, die sinds juni 2012 naar Poznań, Łódź en Warschau loopt. Verder staat de opwaardering gepland van die weg naar Brest in Wit-Rusland, de A12 is dan ook een belangrijke schakel in het verkeer tussen West-, Midden- en Oost-Europa.
In 1999 werd de randweg noordelijk van Fürstenwalde geopend en daarna (2001) de nieuwe aansluiting Fürstenwalde-Ost. Hiermee kon vanaf 2001 meer transportverkeer via Fürstenwalde naar Polen of het binnenland van Duitsland rijden. De daaropvolgende aansluiting Berkenbrück-Fürstenwalde werd daarmee naar Fürstenwalde-Ost verlegd, in 2003 gesloten en aansluitend gesloopt.
Bij het meetpunt bij Fürstenwalde werd in 2006 dagelijks 33.500 voertuigen geteld, waarvan 9.300 vrachtwagens. In 2016 was dit gegroeid naar 46.411 voertuigen waarvan 4.140 vrachtwagens.
Bij de aansluiting Fürstenwalde-West staat het eerste reguliere tankstation langs een snelweg in Duitsland. Het tankstation is ook de laatste bestaande van dit type en is hierdoor monumentaal geworden. Echter de faciliteit is niet meer in gebruik.
Gepland is om de A12 te verbreden naar 2x3 rijstroken tussen Dreieck Spreeau en aansluiting Frankfurt (Oder)-Mitte. In het Bundesverkehrswegeplan 2030 (Duitse tegenhanger van de Nederlandse Meerjarenprogramma Infrastructuur, Ruimte en Transport; MIRT) is deze verbreding opgenomen. De projecten in het Bundesverkehrswegeplan hebben een prioriteit meegekregen om de noodzaak van een verbreding aan te geven. Deze verbreding heeft de laagste prioriteit (Weiterer Bedarf), waardoor de kans klein is dat een verbreding voor 2030 gerealiseerd is. 

## Autosnelweg van de Vrijheid

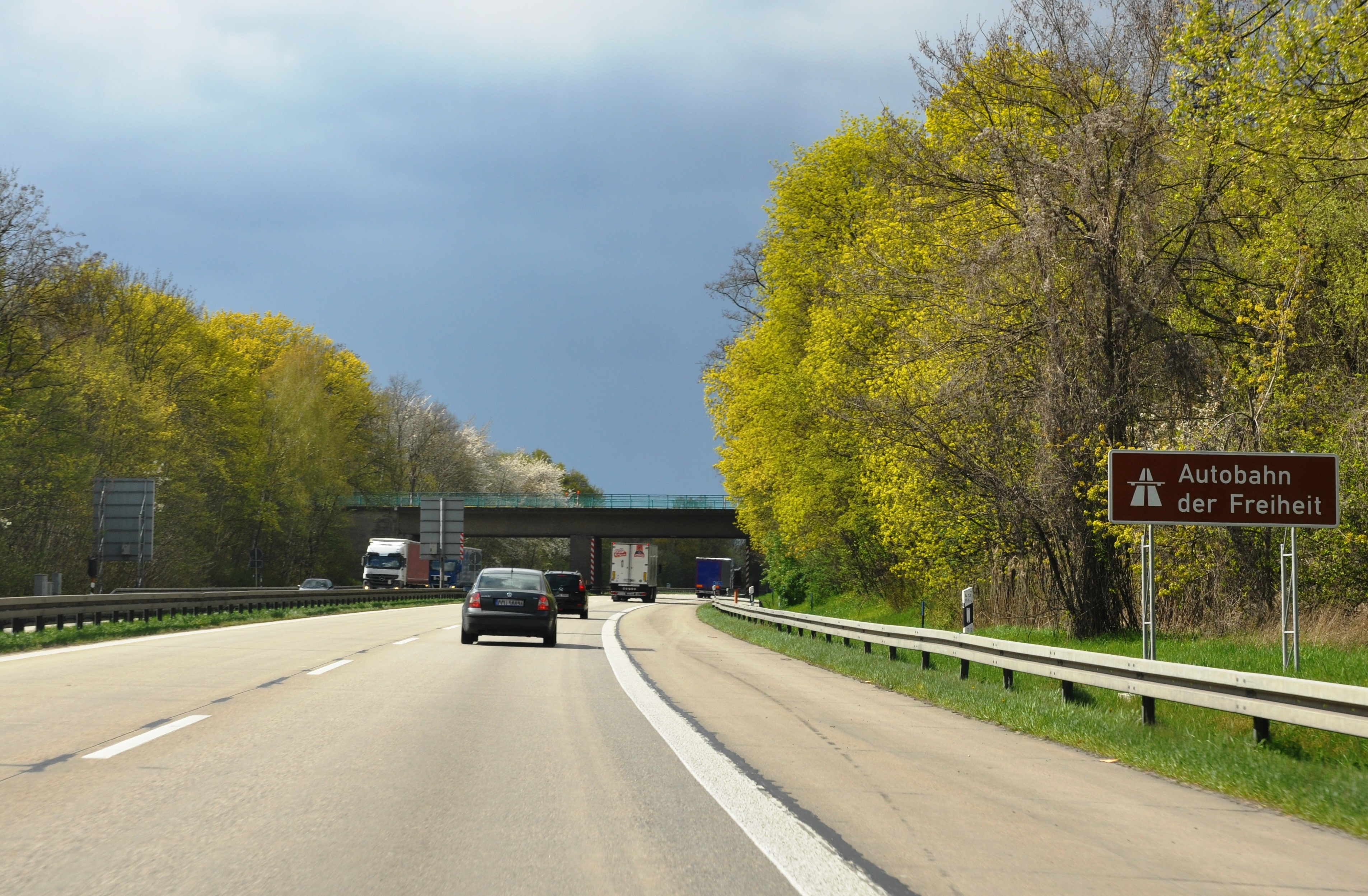
Bord met de eretitel van de snelweg "Autobahn der Freiheit". (2016)

Polen miste een herdenking voor het einde van de Volksrepubliek en een symbolische gebeurtenis zoals de val van de Berlijnse Muur en de daarmee verbonden grensopening. De slechte toestand van de vele Poolse straten gold als symbool voor het socialistische onderhoudsbeleid. Tot 1989 en nog vele jaren daarna waren er praktisch geen expres- en snelwegen in Polen. Ook de snelweg naar Warschau werd pas enkele maanden voor het EK voetbal in 2012 geopend. Zo werd de nieuwe snelweg een symbool voor de markteconomie en de verbinding met West-Europa. Op initiatief van de Poolse president Bronisław Komorowski kreeg de Poolse Autostrada A2 op 4 juni 2014, op de dag van het 25-jarige jubileum van de parlementsverkiezingen in 1989, de eretitel "Autosnelweg van de Vrijheid" (Pools: "Autostrada Wolności"). Op 9 oktober 2014, het 25-jarige jubileum van de maandagdemonstraties in Leipzig, kende Katherina Reiche, de Brandenburgse CDU-parlementslid en parlementarische staatssecretaris voor het Bundesministerium für Verkehr und digitale Infrastruktur, de A12 eveneens de eretitel "Autosnelweg van de Vrijheid" (Duits: "Autobahn der Freiheit") toe.